# 에리크 옌드리셰크
에리크 옌드리셰크(슬로바키아어: Erik Jendrišek, 1986년 10월 26일 ~ )는 슬로바키아의 축구 선수이다.